# Municipio de Elk (condado de Clayton)
El municipio de Elk (en inglés: Elk Township) es un municipio ubicado en el condado de Clayton en el estado estadounidense de Iowa. En el año 2010 tenía una población de 695 habitantes y una densidad poblacional de 7,45 personas por km².

## Geografía
El municipio de Elk se encuentra ubicado en las coordenadas 42°41′57″N 91°18′42″O / 42.69917, -91.31167. Según la Oficina del Censo de los Estados Unidos, el municipio tiene una superficie total de 93.33 km², de la cual 93,3 km² corresponden a tierra firme y (0,04 %) 0,04 km² es agua.

## Demografía
Según el censo de 2010, había 695 personas residiendo en el municipio de Elk. La densidad de población era de 7,45 hab./km². De los 695 habitantes, el municipio de Elk estaba compuesto por el 98,99 % blancos, el 0,43 % eran afroamericanos y el 0,58 % eran de una mezcla de razas. Del total de la población el 0,29 % eran hispanos o latinos de cualquier raza.